# Otomantis aurita
Otomantis aurita es una especie de mantis de la familia Hymenopodidae.

## Distribución geográfica
Se encuentra en  Madagascar y Tanzania.